# مائوریتسیو زاکارو
مائوریتسیو زاکارو (انگلیسی: Maurizio Zaccaro؛ زادهٔ ۸ مهٔ ۱۹۵۲) کارگردان فیلم، فیلم‌نامه‌نویس، فیلم‌بردار و تدوین‌گر اهل ایتالیا است.
از فیلم‌هایی که وی در آن‌ها نقش داشته است، می‌توان به یک مرد محترم و زندگی خشن اشاره نمود.